# Antef VI
Antef VI fou rei de la dinastia XVII de l'Antic Egipte. Fou probablement el fill i successor de Sobekemsaf I. La seva mare es deia Nubkhas. Fou rei vers 1570 aC amb un regnat de pocs anys.
La seva piràmide està a la riba oest del Nil, prop del temple de Karnak a Dra Abu al-Naga. Es conserva la pedra de coronació. La tomba fou excavada a la roca i les piràmides no tenen subestructures, i la resta de la família reial té les seves pròpies tombes de mesura similar a les del faraó. La tradició de les tombes al llit de pedra es va transferir a la següent dinastia.
El seu nom de regne fou Sekhemre Wepmaat i Antef el seu Sa Ra o nom personal. El seu nom d'Horus fou Wepmaat. Se suposa que fou el pare o germà d'Antef VII.